# Jennie Linden
Jennie Linden, född 8 december 1939 i Worthing, West Sussex, är en brittisk skådespelerska.

## Rollista i urval
- 1964 – The Avengers (TV-serie)
- 1965 – Sherlock Holmes (TV-serie)
- 1966 – Helgonet (TV-serie)
- 1969 – När kvinnor älskar
- 1971 – Snobbar som jobbar (TV-serie)
- 1974 – Vampira - en tjej på bettet
- 1977 – Valentino
- 1978 – Lillie (TV-serie)
- 1983 – Agatha Christie's Partners in Crime (TV-serie)
- 1991 – Lovejoy (TV-serie)
- 1991 – Sadla för seger (TV-serie)